# Team Jumbo-Visma (vrouwenwielerploeg)/2023

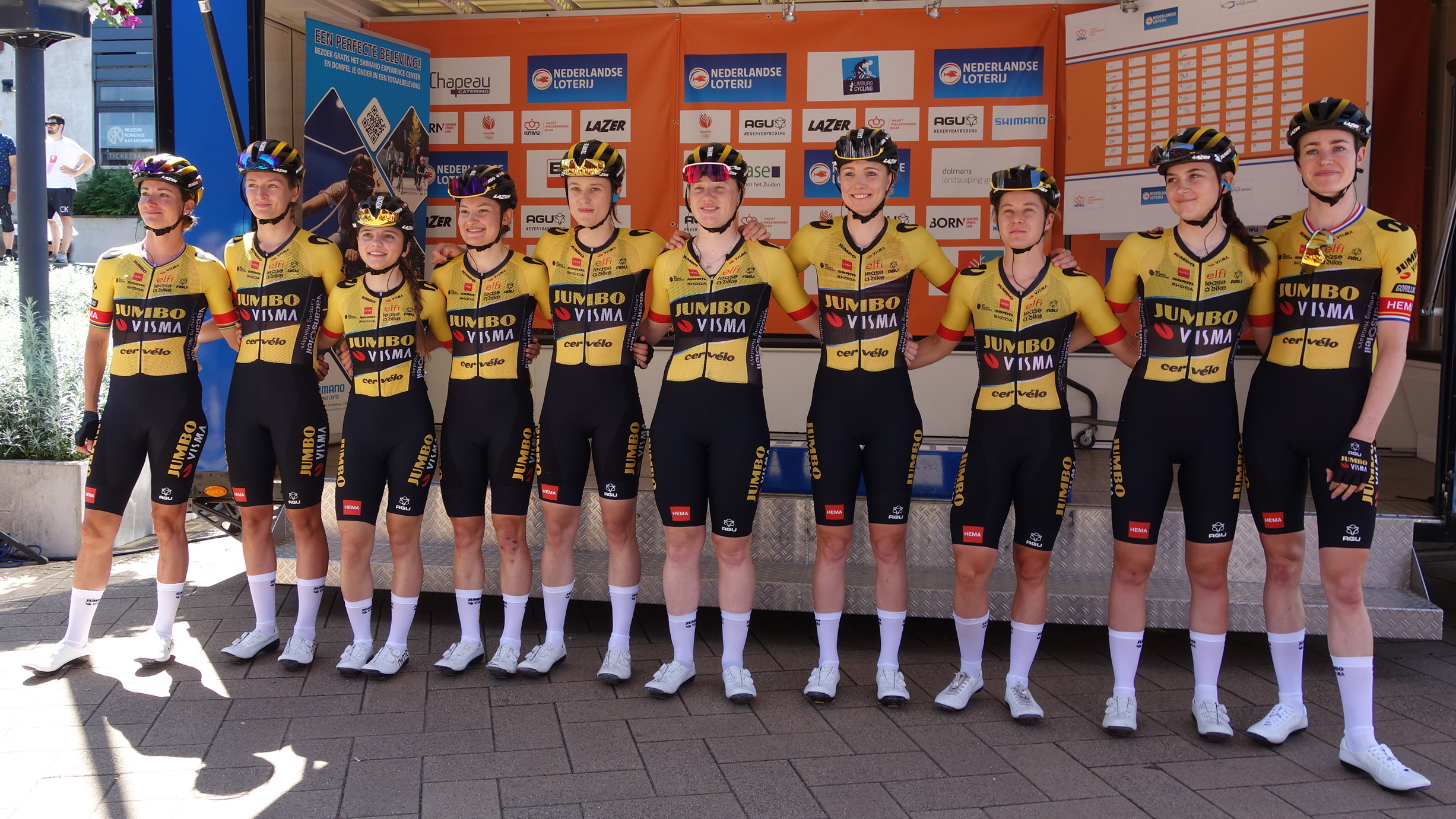
De ploeg aan de start van het Nederlands kampioenschap op de weg in Valkenburg.

Deze pagina geeft een overzicht van de Jumbo-Visma-wielerploeg in 2023.

## Algemeen
Hoofdsponsors: Jumbo Supermarkten en Visma
Teammanager: Rutger Tijssen
Ploegleiders: Lieselot Decroix, Carmen Small , Marieke van Wanroij
Fietsen: Cervélo

## Rensters

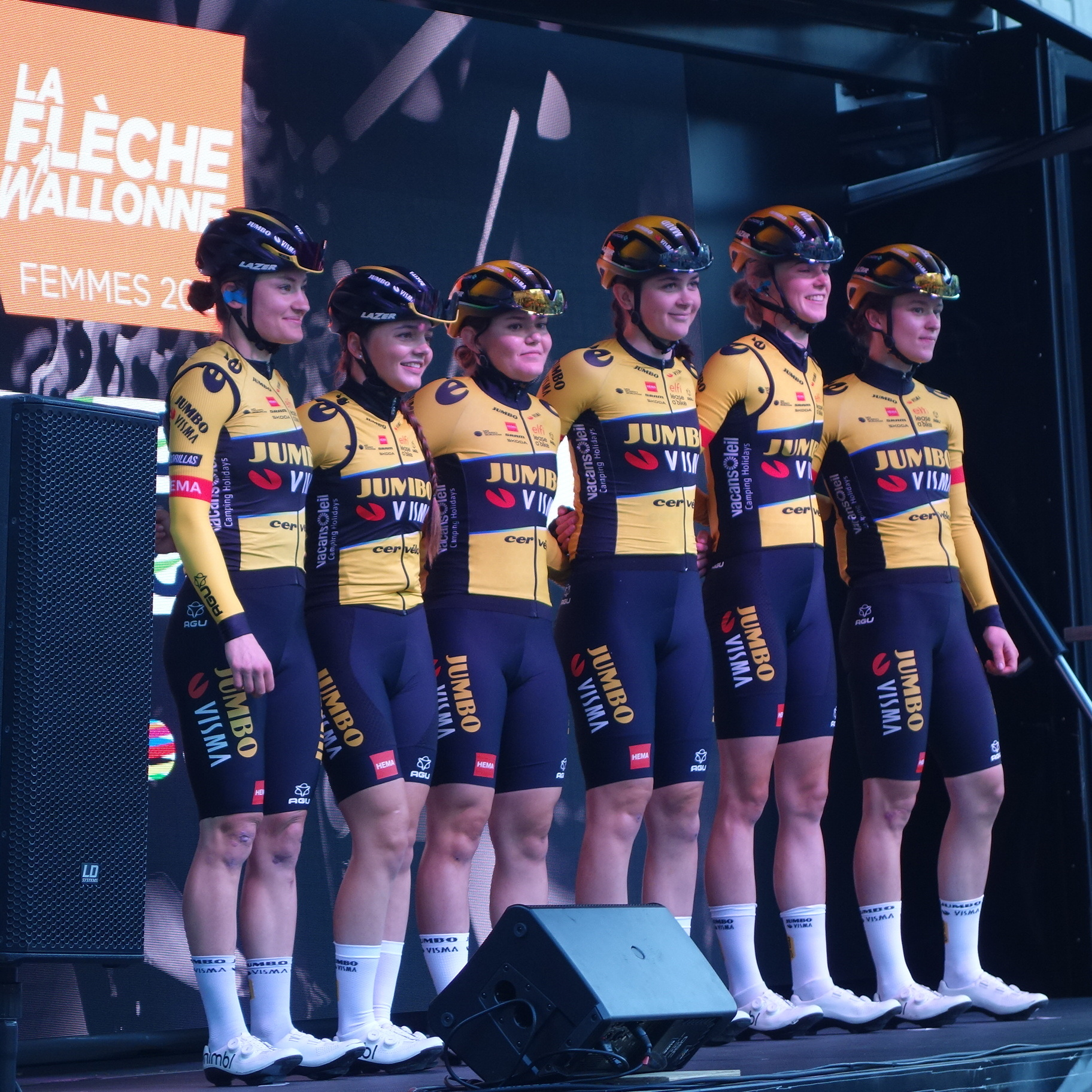
De ploeg in de Waalse Pijl 2023.

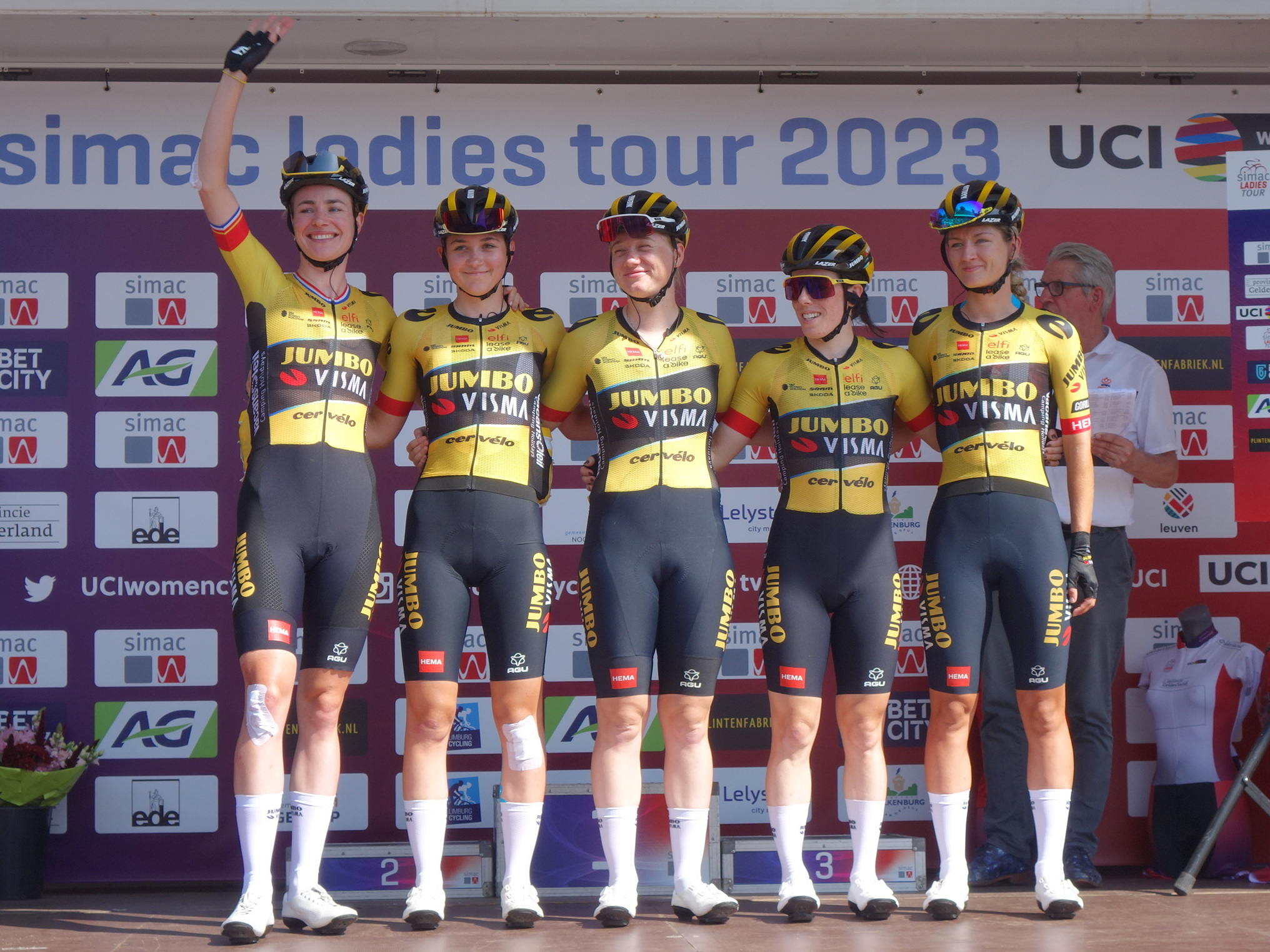
De ploeg in de Simac Ladies Tour 2023.

| Naam                | Geboortedatum | Nationaliteit       | Ploeg 2022                      |
| ------------------- | ------------- | ------------------- | ------------------------------- |
| Carlijn Achtereekte | 29-01-1990    | Nederland           |                                 |
| Teuntje Beekhuis    | 18-08-1995    | Nederland           |                                 |
| Kim Cadzow          | 18-12-2001    | Nieuw-Zeeland       | Torelli-Cayman Islands-Scimitar |
| Anna Henderson      | 14-11-1998    | Verenigd Koninkrijk |                                 |
| Amber Kraak         | 29-07-1994    | Nederland           |                                 |
| Coryn Labecki       | 26-08-1992    | Verenigde Staten    |                                 |
| Riejanne Markus     | 01-09-1994    | Nederland           |                                 |
| Maud Oudeman        | 29-09-2003    | Nederland           | Canyon//SRAM Racing             |
| Rosita Reijnhout    | 08-04-2004    | Nederland           | Regio NL 4 Watersley-Restore    |
| Linda Riedmann      | 23-03-2003    | Duitsland           |                                 |
| Noemi Rüegg         | 19-04-2001    | Zwitserland         |                                 |
| Karlijn Swinkels    | 28-10-1998    | Nederland           |                                 |
| Eva van Agt         | 18-03-1997    | Nederland           | Le Col-Wahoo                    |
| Fem van Empel       | 03-09-2002    | Nederland           | Pauwels Sauzen-Bingoal          |
| Nienke Veenhoven    | 20-03-2004    | Nederland           | AG Insurance NXTG U19           |
| Marianne Vos        | 13-05-1987    | Nederland           |                                 |

### Vertrokken
| Naam            | Geboortedatum | Nationaliteit | Ploeg 2023        |
| --------------- | ------------- | ------------- | ----------------- |
| Romy Kasper     | 05-05-1988    | Duitsland     | AG Insurance NXTG |
| Anouska Koster  | 20-08-1993    | Nederland     | Uno-X             |
| Aafke Soet      | 23-11-1997    | Nederland     | Gestopt           |
| Jip van den Bos | 12-04-1996    | Nederland     | Tijdelijk gestopt |

## Overwinningen
Veldrijden
| Wereldkampioenschap: Fem van Empel Europese kampioenschappen: Fem van Empel GP Sven Nys: Fem van Empel Wereldbeker Benidorm: Fem van Empel Flandriencross: Fem van Empel Krawatencross: Fem van Empel Brussels Universities Cyclocross: Fem van Empel | Be-Mine Cross: Fem van Empel Wereldbeker Waterloo: Fem van Empel Druivencross: Fem van Empel Nacht van Woerden: Fem van Empel Wereldbeker Maasmechelen: Fem van Empel Koppenbergcross: Fem van Empel Urban Cross: Fem van Empel | Niels Albert CX: Fem van Empel Herentals Crosst: Fem van Empel Scheldecross: Fem van Empel GP Eric De Vlaeminck: Fem van Empel |

Wegwielrennen
| Nationale kampioenschappen wielrennen Nederland - tijdrijden: Riejanne Markus Ronde van Spanje Ploegentijdrit: 1e etappe: *1) 3e etappe: Marianne Vos 4e etappe: Marianne Vos Puntenklassement: Marianne Vos Clásicas Féminas de Navarra Riejanne Markus | RideLondon Classique Ploegenklassement: *2) La Périgord Ladies Amber Kraak Simac Ladies Tour Bergklassement: Karlijn Swinkels | Tour de la Semois 1e etappe: Karlijn Swinkels 2e etappe: Karlijn Swinkels Eindklassement: Karlijn Swinkels Puntenklassement: Karlijn Swinkels Bergklassement: Noemi Rüegg Jongerenklassement: Noemi Rüegg Ploegenklassement: *3) |

*1) Ploeg Ronde van Spanje: Henderson, Kraak, Labecki, Markus, Rüegg, van Agt, Vos
*2) Ploeg RideLondon Classic: Achtereekte, Beekhuis, Henderson, Rüegg, Veenhoven
*3) Ploeg Tour de la Semois: Rüegg, Swinkels, Oudeman, Veenhoven
Mannen: 1984 · 1985 · 1986 · 1987 · 1988 · 1989 · 1990 · 1991 · 1992 · 1993 · 1994 · 1995 · 1996 · 1997 · 1998 · 1999 · 2000 · 2001 · 2002 · 2003 · 2004 · 2005 · 2006 · 2007 · 2008 · 2009 · 2010 · 2011 · 2012 · 2013 · 2014 · 2015 · 2016 · 2017 · 2018 · 2019 · 2020 · 2021 · 2022 · 2023 · 2024 · 2025
Lijst van alle renners
Vrouwen: 2021 · 2022 · 2023 · 2024 · 2025
Canyon-SRAM · DSM · EF Education-TIBCO-SVB · FDJ-SUEZ · Fenix-Deceuninck · Human Powered Health · Israel Premier Tech Roland · Jayco AlUla · Jumbo-Visma · Liv Racing TeqFind · Movistar · SD Worx · Trek-Segafredo · UAE Team ADQ · Uno-X